# أشكيلوت
أشكيلوت (بالعبرية: אשכולות) (بالإنجليزية: Eshkolot) مستوطنة مجتمعية إسرائيلية، أقيمت عام 1982 جنوب غرب محافظة الخليل جنوب الضفة الغربية، وتقع إداريًا ضمن اختصاص مجلس جنوب جبل الخليل الإقليمي. في عام 2018 كان عدد سكانها 567 مستوطنًا.

## الجانب القانوني
يعتبر المجتمع الدولي المستوطنات الإسرائيلية في الضفة الغربية غير قانونية بموجب القانون الدولي، لكن الحكومة الإسرائيلية تعارض ذلك.